# Paravilla cuniculus
Paravilla cuniculus is een vliegensoort uit de familie van de wolzwevers (Bombyliidae). De wetenschappelijke naam van de soort is voor het eerst geldig gepubliceerd in 1886 door Osten Sacken.